# Трявна
Тря́вна (болг. Трявна) — місто в Габровській області Болгарії. Адміністративний центр общини Трявна.

## Населення
За даними перепису населення 2011 року у місті проживали 9426 осіб.
Національний склад населення міста:
| Національність   | Кількість осіб | Відсоток |
| ---------------- | -------------- | -------- |
| болгари          | 8873           | 97,8%    |
| турки            | 52             | 0,6%     |
| цигани           | 48             | 0,5%     |
| інша             | 30             | 0,3%     |
| не визначились   | 72             | 0,8%     |
| Всього відповіли | 9075           |          |

Розподіл населення за віком у 2011 році:
Динаміка населення: